# نبود خیر
نبود خیر (به لاتین: privatio boni، به انگلیسی: Absence of good) دکترینی الهیاتی است مبنی بر این که شر، بر خلاف خیر، غیرواقعی (insubstantial) است، و پس فکر کردن به آن به عنوان یک موجود گمراه کننده است. در عوض شر، نبود («بی‌بهرگی») از خیر است.

## ارجاعات
1. ↑  Aquinas, Thomas (1990).  Peter Kreeft (ed.). A Summa of the Summa. San Francisco: Ignatius Press. ISBN 0898703174.
2. ↑  Menssen, Sandra; Thomas D Sullivan (2007). The Agnostic Inquirer. Grand Rapids: William B. Eerdmans Pub. p. 136. ISBN 0802803946.
3. ↑  Teichman, Jenny; Katherine C Evans (1999). Philosophy : A Beginners Guide. Oxford: Blackwell Publishers. p. 45. ISBN 063121321X.